# Shtisel
Shtisel, Sztisel (hebr. שטיסל) – izraelski serial telewizyjny stworzony i napisany przez Oriego Elona i Jehonatana Indurskiego, emitowany od 29 czerwca 2013 do 14 lutego 2021 na kanale yes Oh. Opowiada on o fikcyjnej rodzinie charedim (ultraortodoksyjnych Żydów) mieszkającej w dzielnicy Ge’ula w Jerozolimie. Pierwsze dwie serie liczyły po 12 odcinków, a trzeci, ostatni – 9 odcinków. Poza Izraelem serial dostępny jest w międzynarodowej dystrybucji (w tym w Polsce) na platformie VOD Netflix.

## Obsada
- Dow Glickman jako Szulem Sztisel
- Micha’el Alloni jako Akiwa Sztisel
- Neta Riskin jako Giti Weiss
- Szira Haas jako Ruchami Weiss / Tonik[2]
- Sarel Piterman jako Cewi Arje Sztisel
- Zohar Strauss jako Lippe Weiss
- Orli Silbersatz Banaj jako Aliza Gwili
- Ajjelet Zurer jako Eliszewa Rotstein
- Sason Gabbaj jako Nukchem Sztisel
- Gal Fiszel jako Josełe Weiss
- Ori Ilowic jako Chaimke Weiss
- Hadas Jaron jako Libbi Sztisel
- Eliana Szechter jako Towi Sztisel
- Daniella Kertesz jako Racheli Warburg
- Hanna Rieber jako Malka Sztisel (babcia, sezon 1)
- Lea Koenig jako Malka Sztisel (babcia, sezon 2, z powodu śmierci Hanny Rieber[3])
- Jo’aw Rotman jako Hanina Tonik

## Fabuła
Serial opowiada o życiu Szulema Sztisela (Dow Glickman), głowy rodziny Sztisel i rabina miejscowego chederu, a także pozostałych członków jego rodziny. Sztisel znajduje się w charedim, wolnym od Internetu sąsiedztwie. Społeczność przestrzega surowych zwyczajów charedim, a łamanie norm często powoduje chaos w rodzinie. Jednak postacie, które są bardziej otwarte na świecki styl życia, odzwierciedlają umiarkowanie osiedla Ge’ulaw porównaniu z ich sąsiadami w Me’a Sze’arim, sąsiedniej społeczności znanej z religijnego ekstremizmu.

### Seria 1
Akiwa Sztisel to 26-letni samotny charedi, który mieszka ze swoim owdowiałym ojcem, Szulemem Sztiselem. Akiwa rozpoczyna pracę jako nauczyciel w chederze i zakochuje się w Eliszewie Rotstein, matce ucznia z jego klasy, która dwukrotnie owdowiała. Prosi swatkę Königsberg o zorganizowanie dla nich spotkania, ku wielkiemu rozczarowaniu jego ojca, który chce, aby Akiwa poślubił niezamężną młodą kobietę. Eliszewa i Akiwa spotykają się raz za namową Akiwy, lecz ona odmawia kontynuowania. Szulem namawia Akiwę na spotkanie z 19-letnią Esti Gottlieb. Podczas ich drugiego spotkania Akiwa, wciąż zakochany w Eliszewie, mówi, że nie jest jeszcze gotowy do małżeństwa, a Esti zaczyna płakać. W obliczu poczucia winy Akiwa proponuje Esti małżeństwo i para zaręcza się.
Giti Weiss, córka i siostra Sztiselów, żegna się ze swoim mężem Lippe Weissem, który na sześć miesięcy leci do Argentyny w ramach swojej pracy jako rzezak. Szef Lippego mówi Giti, że uciekł z nieżydówką. Giti jest zhańbiona i szuka pracy, aby utrzymać pięcioro dzieci. Pracuje jako opiekunka do dziecka świeckiej kobiety, a potem wymienia pieniądze w domu. Mimo że nadal kocha Lippego, wyznaje trudności swojej najstarszej córce Ruchami, która zaczyna czuć urazę do Lippego, który czując się winnym, postanawia wrócić do domu i walczyć o przebaczenie Ruchami. Giti nie chce rozmawiać o przeszłości, ale jej gniew objawia się na inne sposoby.
Cewi Arje, brat Giti i Akiwy, ubiega się o posadę nauczyciela w kolelu, gdzie ciężko się uczy, ale nie dostaje pracy.
Babcia Malka, matka Szulema, mieszka w domu opieki i po raz pierwszy w życiu ma kontakt z telewizją, co Cewi Arje i Szulem uważają za odrażające i wymyślają wiele sposobów, aby sabotować oglądanie przez nią telewizji. Malka utrzymuje przyjacielski związek z sąsiadem.
Akiwa znajduje pracę jako malarz. Maluje dla Leiba Fuchsa, znanego artysty charedim. Ich umowa polega na malowaniu dla niego przez Akiwę, a Fuchs sprzedaje obrazy tak, jakby były jego własnymi.
Szulem ma relację z Alizą (je przygotowane przez nią posiłki w chederze i w jej domu), rozwiedzioną charedim, która jest sekretarką w jego chederze. Jednak jego odmowa wyjaśnienia jego intencji motywuje ją do szukania gdzieś kogo innego. To ostatecznie skłania Szulema do samodzielnego doboru.
Akiwa, wciąż wątpiący w swoje zaręczyny, konsultuje się ze swoim wujem ze strony matki, Sucherem, który odwołał swoje zaręczyny i pozostał samotny przez całe życie. Wujek mówi Akiwie, aby zapytał Eliszewę, czy go kocha. Ona zaś w emocjonującej rozmowie mówi mu, że jest dla niego za stara i ponownie mu odmawia. Mimo tego Akiwa informuje ojca Esti, że nie kocha Esti, a ojciec Esti ze złością odwołuje zaręczyny. Rozwścieczony Szulem wyrzuca Akiwę ze swojego domu. Akiwa śpi w różnych miejscach, dopóki Szulem i Akiwa nie pogodzą się.
Akiwa nadal kontaktuje się z Eliszewą, która ostatecznie przyznaje się, że go kocha. Daje mu zgodę na zaręczyny, obiecując sześciomiesięczne zaręczyny, aby się nie spieszyć. Jednak kiedy podpisywana jest umowa zaręczynowa, Akiwa wytrzymuje ją tylko przez jeden miesiąc. Maluje jej portret i zdaje sobie sprawę, że pragnie natychmiastowego małżeństwa. Eliszewa wolałaby przeprowadzić się do Londynu i uciec od oczekiwań społeczności. Po tym, jak Akiwa prosi Szulema o radę, a tym samym ujawnia prawdę o ich zaręczynach, Szulem odwiedza Eliszewę w tajemnicy i wyraźnie mówi jej, by zostawiła Akiwę w spokoju. Eliszewa pewnego dnia nagle zabiera swojego syna Izraela ze szkoły i dzwoni do Akiwy z lotniska, mówiąc, że wyjeżdża, a ich związek się skończył. Ujawnia, że Szulem ją odwiedził. Prowadzi to do rozłamu i Akiwy po raz kolejny opuszcza dom.
Nagle rodzina staje w obliczu kryzysu, gdy Malka Sztisel ulega wypadkowi, spadając ze schodów, próbując oglądać swój ulubiony program telewizyjny na dole, po tym, jak zrezygnowała z własnego telewizora po machinacjach jej syna, Szulema. Doznaje groźnego dla życia ciężkiego urazu głowy, traci przytomność i zostaje przyjęta na oddział intensywnej terapii. Obawiając się, że może umrzeć, rodzina zbiera się, aby ją wesprzeć.

### Seria 2
Młodszy brat Szulema, Nukchem, i jego córka Libbi, przybywają do Jerozolimy, aby odwiedzić schorowaną Malkę i poszukać partnera dla Libbi. Akiwa i Libbi zaprzyjaźniają się i zaczynają rozważać możliwość zawarcia małżeństwa, ale niektórzy członkowie rodziny, zwłaszcza Nukchem, sprzeciwiają się temu, ponieważ są kuzynami. Akiwa wystawia teraz swoje obrazy w galerii, a Libbi martwi się, że zostanie tak pochłonięty swoją sztuką, że zapomni o obowiązkach religijnych. Nukchem i Libbi stawiają warunek, że Akiwa musi zrezygnować z malowania, jeśli chce zaręczyć się z Libbi; Akiwa zgadza się, ale później łamie obietnicę, co skłonia Libbi do zerwania zaręczyn.
Giti i Lippe, spodziewając się szóstego dziecka, rozważają możliwość nadania mu imienia Zelig w zamian za zapłatę od bezdzietnej wdowy, która chce mieć dziecko nazwane po zmarłym mężu. Giti impulsywnie proponuje, że nada dziecku imię Zelig bez zapłaty; bez jej wiedzy Lippe przyjmuje od wdowy pewną sumę pieniędzy. Kiedy Giti jest zaniepokojony natrętnym zachowaniem wdowy w szpitalu podczas porodu, decyduje, że chce nadać dziecku inne imię, ale podczas brit mila Lippe nadaje mu imię Zelig. W ich małżeństwie znów pojawiają się kłopoty; powoli rozwiązują swoje problemy, a Giti otwiera restaurację za sumę pieniędzy, którą Lippe zarobił na giełdzie.
Ruchami, lat 15, zaprzyjaźnia się z pobożnym studentem jesziwy, Haniną, i zaczyna przynosić mu jedzenie, aby mógł uczyć się do późna w nocy. Po tym, jak Ruchami słyszy, jak jej rodzice rozmawiają o tym, jak plotki o rodzinie Weissów mogą wpłynąć na jej perspektywy małżeńskie, ucieka z Haniną i pobierają się na oczach świadków w kawiarni. Rodzice Ruchami są zszokowani i oni, zwłaszcza Giti, próbują rozdzielić młodą parę. W końcu Giti przekonuje Lippe, by powiedziała Haninie, że Ruchami chce rozwodu, i zostaje ustalona jego data. Ale po tym, jak Giti przypadkowo spotyka Haninę w swojej restauracji i trochę go poznaje, ustępuje.
Pod koniec sezonu Giti i Lippe godzą się ze sobą, z Ruchami i Haniną. Ruchami i Hanina planują tradycyjny, uroczysty ślub z błogosławieństwem rodziców; pomimo najlepszych starań Ruchami, skłócony z synem ojciec Haniny nie pojawia się. Natomiast Libbi zdaje sobie sprawę, że chce poślubić Akiwę bez żadnych warunków.

### Seria 3
Akiwa jest teraz wdowcem z córeczką Deworą. Dowiadujemy się, że Libbi i jej matka zmarły w okresie między sezonami 2 i 3. Akiwa ma wizje Libbi i prowadzi z nią intensywne rozmowy, próbując znaleźć drogę przez żal. Nukchem, również pogrążony w żałobie i poważnie przygnębiony, mieszka ze swoim bratem Szulemem.
Sucher przychodzi z wizytą i ogłasza niespodziankę: ponownie nawiązał kontakt z Nechamą, swoją byłą narzeczoną sprzed dziesięcioleci, i znów są zaręczeni. Zanim zdążą się pobrać, Sucher nagle umiera. Szulem niepewnie zabiega o Nechamę, ale zamiast niego zaręcza się z Nukchem’em, dając mu nowe życie. Wygrywając na loterii, Nechama przekazuje wszystkie swoje wygrane do chederu Szulema.
Akiwa jest w rozpaczy, gdy dowiaduje się, że trzy jego obrazy przedstawiające Libbi zostały sprzedane kolekcjonerowi, podczas gdy on wahał się przed udzieleniem pozwolenia; uważa je za zbyt osobiste, by je sprzedać. Spotyka kolekcjonerkę, Racheli, i próbuje je odzyskać, ale ona zgodzi się tylko wtedy, gdy namaluje kolejne trzy obrazy równie dobrze, ale jego próby jej nie satysfakcjonują. Po zamieszaniu, gdy przyjaciel Akiwy odbiera niewłaściwe dziecko z przedszkola, służby społeczne badają Akiwę i tymczasowo odbierają Deworę spod jego opieki. Prawnik radzi mu, aby jak najszybciej się ożenił, aby udowodnić, że może stworzyć dobry dom dla Dewory. Akiwa nagle poślubia Racheli i oboje z powodzeniem przeprowadzają mistyfikację w pomocy społecznej. Uczucie między Akiwą i Racheli jest prawdziwe, ale związek staje się jeszcze bardziej skomplikowany, gdy Racheli ujawnia, że ma chorobę afektywną dwubiegunową. Co więcej, Akiwa nadal ma wizje Libbi.
Ruchami jest teraz szczęśliwie zamężna z Haniną i pracuje jako sekretarka dziadka, ale pragnie dziecka. Jej pierwsza ciąża zakończyła się katastrofalnie, konieczną z medycznego punktu widzenia aborcją, i powiedziano jej, że nie może bezpiecznie przejść ciąży do czasu porodu. Ona i Hanina badają możliwość urodzenia dziecka przez surogatkę, a Ruchami udaje ciążę, aby macierzyństwo zastępcze pozostało całkowicie poufne. Hanina niechętnie się zgadza, po zasięgnięciu rady rabina i znalezieniu inspiracji w stosownym tekście, ale Ruchami potajemnie kazała usunąć wkładkę domaciczną i poczęła dziecko, nie mówiąc Haninie, dopóki ciąża nie jest bardzo zaawansowana.
Tymczasem drugie dziecko Giti i Lippe, Josełe, zaczyna spotykać się na aranżowane przez swatkę randki. Zakochuje się w pierwszej dziewczynie, którą poznaje, nie zdając sobie sprawy, że pomylił jedną Szirę z drugą w hotelowym holu – a dziewczyna, w której się zakochał, nie jest tą, którą mieli na myśli jego rodzice, ale studentką uniwersytetu sefardyjskiego z Algierii, której by nie zaaprobowali. Pod naciskiem rodziców Josełe spotyka Szirę Lewinson, która została wybrana dla niego, i zaręcza się z nią, ale staje się jasne, że nie mają ze sobą wiele wspólnego. W końcu ponownie łączy się z pierwszą poznaną dziewczyną, Szirą Lewi, i zrywa zaręczyny z drugą Szirą.
Pod koniec sezonu Josełe zaręcza się z Szirą Lewi. Ruchami zaczyna rodzić i zostaje przewieziona do szpitala. Rodzi córkę.

## Odbiór i nagrody
Serial jest uważany za nowatorski ze względu na potraktowanie grupy ultraortodoksyjnych Żydów poprzez pozbawianie ich politycznych skojarzeń i przedstawianie ich jako zwykłych ludzi.
Pierwsza seria był nominowana w 12 kategoriach do nagród Izraelskiej Akademii Filmowej i Telefizej Ofir w 2013, w tym po dwie nominacje dla najlepszego aktora i aktorki w serialu dramatycznym – dla Dowa Glickmana i Micha’ela Alloniego oraz dla Ajjelet Zorer i Nety Riskin. Na ceremonii 24 stycznia 2014 serial zdobył 11 nagród: za najlepszy serial dramatyczny, dla najlepszego aktora w serialu dramatycznym (Dow Glickman), za reżyserię (Alon Singman), scenariusz  (Uri Alon i Jehonatan Indurski), za projekty kostiumów, makijaż, zdjęcia, muzykę (Awi Ballali), ścieżkę dźwiękową, scenografię i montaż.
Podczas ceremonii wręczenia tych nagród  w 2015 drugą serię uhonorowano nagrodami za serial (Alon Singman), nagrodami aktorskimi (Dow Glickman i Neta Riskin), muzykę, scenografię i kostiumy.